# Simple Mobile
Simple Mobile es una empresa de operadora virtual estadounidense fundado en noviembre de 2009, con sede en Miami, Florida, Estados Unidos. La empresa funciona como un operador virtual móvil. El 10 de mayo de 2012 la compañía mexicana de telecomunicaciones América Móvil adquirió un porcentaje mínimo de las unidades de Simple Mobile Inc. Más tarde, en junio de 2012, América Móvil adquirió todas las marcas y operaciones de Simple Mobile, convirtiéndose en una filial controlada por Tracfone Wireless.

## Servicios
Los servicios que proporciona Simple Mobile son los servicios inalámbricos de voz y datos en los Estados Unidos como un MVNO. Los planes iniciales ofrecían servicios inalámbricos de prepagos de mes a mes, incluyendo mensajes de texto ilimitados, voz y de datos limitados en sus planes mensuales de prepagos.

## Tecnología
La empresa utiliza la tecnología de LTE con 4G de plan. Además Simple Mobile ofrece planes para las llamadas internacionales inalámbricas de marcas y planes de servicios específicos para dispositivos Blackberry. La compañía tiene un modelo Trae tu propio teléfono en el que los clientes combinan una tarjeta SIM móvil SIMPLE y un plan de servicio con el dispositivo GSM desbloqueado o T-Mobile del usuario. Todos los planes ilimitados cuentan con mensajes de texto internacionales ilimitados sin costo adicional para el suscriptor.

## Afiliaciones
Las tarjetas SIM móviles SIMPLE y los planes de servicio se venden a través de su sitio web, minoristas inalámbricos TracFone, Best Buy y a través de distribuidores locales. Al igual que con las otras marcas de América Móvil (TracFone y Net10 Wireless), Simple Mobile ofrece una amplia gama de teléfonos dependiendo del presupuesto, que van desde teléfonos Huawei gratuitos y de gama baja hasta modelos premium de iPhone y Samsung Galaxy (una o dos generaciones detrás de los modelos actuales ) que se pueden comprar en un plan de cuotas. Con la excepción de los iPhones, todos los teléfonos de Simple Mobile funcionan con el sistema operativo Android. A diferencia de Net10 y Tracfone, Simple Mobile ofrece servicio solo a través de la red de T-Mobile y, por lo tanto, sus teléfonos no funcionarán en áreas donde T-Mobile no ofrece servicio; Simple Mobile no envía teléfonos a estas áreas.